# 熊琦
熊琦（1509年—？），字憲韓，號抑斋，江西南昌府南昌縣人，民籍，明朝政治人物。官至福建右布政使。

## 生平
嘉靖十三年（1534年）甲午科江西鄉試第四十五名舉人。嘉靖二十六年（1547年）中式丁未科會試第六十一名，登第二甲第三十三名進士。吏部觀政，授滁州知州，历升刑部员外郎、郎中，三十四年十二月恤刑雲貴，出为广东廉州府知府，四十年五月强盗抢劫廉州府库，因失事罪被问罪。
隆慶初起官四川按察司副使，调湖广副使，二年（1568年）二月升福建布政使司左参政，五年正月升本省按察使，四月升右布政使，六年二月以圣节入贺失仪，被弹劾致仕。

## 家族
曾祖熊萬彪；祖父熊尚禮；父熊瀹，母王氏。具庆下。子熊熙、熊然、熊烝。